# Francisco Xavier Ricardo Vilá y Mateu

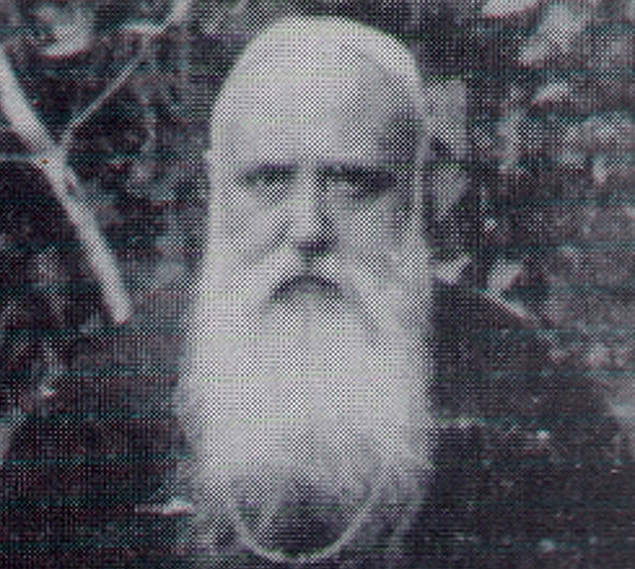
Francisco Xavier Vilá y Mateu (ca. 1911)

Francisco Xavier Ricardo Vilá y Mateu OFMCap (* 9. Mai 1851 in Arenys de Mar, Spanien; † 1. Januar 1913 in Hagåtña, Guam) war ein spanischer römisch-katholischer Geistlicher und der erste Apostolischer Vikar von Guam.

## Leben
In Arenys de Mar in der Provinz Barcelona in Katalonien geboren, trat er in die Ordensgemeinschaft der Kapuziner ein und empfing am 24. August 1875 das Sakrament der Priesterweihe.
Am 25. August 1911 ernannte Papst Pius X. ihn zum Apostolischen Vikar von Guam und Titularbischof von Adraa. Die Bischofsweihe spendete ihm am 1. Oktober desselben Jahres der Bischof von Barcelona, Joan Josep Laguarda i Fenollera; Mitkonsekratoren waren der Bischof von Girona, Francesc de Pol i Baralt, und der Apostolische Administrator von Solsona, Luis Amigó OFMCap.
Francisco Xavier Ricardo Vilá y Mateu starb am 1. Januar 1913 in der guamischen Hauptstadt Hagåtña. Er war der erste katholische Bischof, der auf Guam bestattet wurde.